# Литов
Литов (њем. Lütow) општина је у њемачкој савезној држави Мекленбург-Западна Померанија. Једно је од 89 општинских средишта округа Остфорпомерн. Према процјени из 2010. у општини је живјело 362 становника. Посједује регионалну шифру (AGS) 13059059.

## Географски и демографски подаци
Литов се налази у савезној држави Мекленбург-Западна Померанија у округу Остфорпомерн. Општина се налази на надморској висини од 0 метара. Површина општине износи 16,3 km². У самом мјесту је, према процјени из 2010. године, живјело 362 становника. Просјечна густина становништва износи 22 становника/km².